# James Bay (Sänger)/Diskografie
Diese Diskografie ist eine Übersicht über die musikalischen Werke des britischen Singer-Songwriters James Bay. Den Schallplattenauszeichnungen zufolge hat er bisher mehr als 26,9 Millionen Tonträger verkauft. Seine erfolgreichste Veröffentlichung ist die Single Let It Go mit über 11,8 Millionen verkauften Einheiten.

## Alben

### Studioalben
| Jahr | Titel Musiklabel                            | Höchstplatzierung, Gesamtwochen, AuszeichnungChartplatzierungen (Jahr, Titel, Musiklabel, Platzierungen, Wochen, Auszeichnungen, Anmerkungen) | Höchstplatzierung, Gesamtwochen, AuszeichnungChartplatzierungen (Jahr, Titel, Musiklabel, Platzierungen, Wochen, Auszeichnungen, Anmerkungen) | Höchstplatzierung, Gesamtwochen, AuszeichnungChartplatzierungen (Jahr, Titel, Musiklabel, Platzierungen, Wochen, Auszeichnungen, Anmerkungen) | Höchstplatzierung, Gesamtwochen, AuszeichnungChartplatzierungen (Jahr, Titel, Musiklabel, Platzierungen, Wochen, Auszeichnungen, Anmerkungen) | Höchstplatzierung, Gesamtwochen, AuszeichnungChartplatzierungen (Jahr, Titel, Musiklabel, Platzierungen, Wochen, Auszeichnungen, Anmerkungen) | Anmerkungen                                                   |
| Jahr | Titel Musiklabel                            | DE | AT | CH | UK | US | Anmerkungen                                                   |
| ---- | ------------------------------------------- | --- | --- | --- | --- | --- | ------------------------------------------------------------- |
| 2014 | Chaos and the Calm Republic Records (UMG)   | DE3 Gold · (44 Wo.)DE | AT2 Gold · (11 Wo.)AT | CH1 Gold · (46 Wo.)CH | UK1 ×3Dreifachplatin · (99 Wo.)UK | US15 Platin · (86 Wo.)US | Erstveröffentlichung: 15. Dezember 2014 Verkäufe: + 2.377.500 |
| 2018 | Electric Light Republic Records (UMG)       | DE14 (4 Wo.)DE | AT20 (1 Wo.)AT | CH6 (5 Wo.)CH | UK2 Silber · (7 Wo.)UK | US21 (1 Wo.)US | Erstveröffentlichung: 18. Mai 2018 Verkäufe: + 60.000         |
| 2022 | Leap Republic Records (UMG)                 | DE36 (1 Wo.)DE | — | CH9 (3 Wo.)CH | UK4 (1 Wo.)UK | — | Erstveröffentlichung: 8. Juli 2022                            |
| 2024 | Changes All the Time Republic Records (UMG) | — | — | CH47 (1 Wo.)CH | UK4 (1 Wo.)UK | — | Erstveröffentlichung: 4. Oktober 2024                         |

### EPs
| Jahr | Titel Musiklabel                                        | Höchstplatzierung, Gesamtwochen, AuszeichnungChartplatzierungen (Jahr, Titel, Musiklabel, Platzierungen, Wochen, Auszeichnungen, Anmerkungen) | Höchstplatzierung, Gesamtwochen, AuszeichnungChartplatzierungen (Jahr, Titel, Musiklabel, Platzierungen, Wochen, Auszeichnungen, Anmerkungen) | Höchstplatzierung, Gesamtwochen, AuszeichnungChartplatzierungen (Jahr, Titel, Musiklabel, Platzierungen, Wochen, Auszeichnungen, Anmerkungen) | Höchstplatzierung, Gesamtwochen, AuszeichnungChartplatzierungen (Jahr, Titel, Musiklabel, Platzierungen, Wochen, Auszeichnungen, Anmerkungen) | Höchstplatzierung, Gesamtwochen, AuszeichnungChartplatzierungen (Jahr, Titel, Musiklabel, Platzierungen, Wochen, Auszeichnungen, Anmerkungen) | Anmerkungen                              |
| Jahr | Titel Musiklabel                                        | DE | AT | CH | UK | US | Anmerkungen                              |
| ---- | ------------------------------------------------------- | --- | --- | --- | --- | --- | ---------------------------------------- |
| 2013 | The Dark of the Morning Chop Shop Records (UMG)         | — | — | — | — | — | Erstveröffentlichung: 22. Juli 2013      |
| 2014 | Let It Go Republic Records (UMG)                        | — | — | CH38 (6 Wo.)CH | — | — | Erstveröffentlichung: 3. Juni 2014       |
| 2014 | Hold Back the River Republic Records (UMG)              | — | — | — | — | — | Erstveröffentlichung: 17. November 2014  |
| 2015 | Other Sides Republic Records (UMG)                      | — | — | — | — | — | Erstveröffentlichung: 13. Januar 2015    |
| 2019 | Oh My Messy Mind Republic Records (UMG)                 | — | — | — | — | — | Erstveröffentlichung: 10. Mai 2019       |
| 2020 | Chew on My Heart – Piano & Voice Republic Records (UMG) | — | — | — | — | — | Erstveröffentlichung: 11. September 2020 |

## Singles

### Als Leadmusiker
| Jahr | Titel Album                                       | Höchstplatzierung, Gesamtwochen, AuszeichnungChartplatzierungen (Jahr, Titel, Album, Platzierungen, Wochen, Auszeichnungen, Anmerkungen) | Höchstplatzierung, Gesamtwochen, AuszeichnungChartplatzierungen (Jahr, Titel, Album, Platzierungen, Wochen, Auszeichnungen, Anmerkungen) | Höchstplatzierung, Gesamtwochen, AuszeichnungChartplatzierungen (Jahr, Titel, Album, Platzierungen, Wochen, Auszeichnungen, Anmerkungen) | Höchstplatzierung, Gesamtwochen, AuszeichnungChartplatzierungen (Jahr, Titel, Album, Platzierungen, Wochen, Auszeichnungen, Anmerkungen) | Höchstplatzierung, Gesamtwochen, AuszeichnungChartplatzierungen (Jahr, Titel, Album, Platzierungen, Wochen, Auszeichnungen, Anmerkungen) | Anmerkungen                                                                      |
| Jahr | Titel Album                                       | DE | AT | CH | UK | US | Anmerkungen                                                                      |
| ---- | ------------------------------------------------- | --- | --- | --- | --- | --- | -------------------------------------------------------------------------------- |
| 2013 | When We Were on Fire Chaos and the Calm           | — | — | — | — | — | Erstveröffentlichung: 24. Juni 2013                                              |
| 2014 | Let It Go Chaos and the Calm                      | DE22 Platin · (18 Wo.)DE | AT45 (8 Wo.)AT | CH94 (1 Wo.)CH | UK10 ×4Vierfachplatin · (78 Wo.)UK | US16 ×7Siebenfachplatin · (34 Wo.)US | Erstveröffentlichung: 15. September 2014 Verkäufe: + 11.825.000                  |
| 2014 | Hold Back the River Chaos and the Calm            | DE4 Platin · (36 Wo.)DE | AT4 Gold · (25 Wo.)AT | CH4 Gold · (30 Wo.)CH | UK2 ×4Vierfachplatin · (74 Wo.)UK | US— ×2DoppelplatinUS | Erstveröffentlichung: 17. November 2014 Verkäufe: + 6.425.000                    |
| 2015 | Scars Chaos and the Calm                          | — | — | — | UK48 Gold · (9 Wo.)UK | — | Erstveröffentlichung: 8. Januar 2015 Verkäufe: + 407.500                         |
| 2015 | If You Ever Want to Be in Love Chaos and the Calm | — | — | — | UK96 Platin · (1 Wo.)UK | — | Erstveröffentlichung: 4. Dezember 2015 Verkäufe: + 735.000                       |
| 2016 | Best Fake Smile Chaos and the Calm                | — | — | — | UK54 Gold · (3 Wo.)UK | — | Erstveröffentlichung: 18. April 2016 Verkäufe: + 400.000                         |
| 2016 | Running Chaos and the Calm                        | — | — | — | UK60 (1 Wo.)UK | — | Erstveröffentlichung: 11. März 2016                                              |
| 2016 | Craving Chaos and the Calm                        | — | — | — | UK— SilberUK | — | Erstveröffentlichung: 24. Juni 2016 Verkäufe: + 200.000                          |
| 2018 | Wild Love Electric Light                          | — | — | — | UK39 Gold · (10 Wo.)UK | — | Erstveröffentlichung: 8. Februar 2018 Verkäufe: + 425.000                        |
| 2018 | Us Electric Light                                 | — | — | — | UK— PlatinUK | US— PlatinUS | Erstveröffentlichung: 30. März 2018 Verkäufe: + 1.820.000                        |
| 2018 | Pink Lemonade Electric Light                      | — | — | — | — | — | Erstveröffentlichung: 20. April 2018 Verkäufe: + 40.000                          |
| 2018 | Slide Electric Light                              | — | — | — | — | — | Erstveröffentlichung: 7. Mai 2018                                                |
| 2018 | Just for Tonight Electric Light                   | — | — | — | — | — | Erstveröffentlichung: 24. August 2018                                            |
| 2019 | Peer Pressure Oh My Messy Mind                    | — | — | CH88 (1 Wo.)CH | UK85 Silber · (2 Wo.)UK | US— GoldUS | Erstveröffentlichung: 22. Februar 2019 Verkäufe: + 895.000; feat. Julia Michaels |
| 2020 | Chew on My Heart Leap (Deluxe Edition)            | — | — | — | — | — | Erstveröffentlichung: 9. Juli 2020                                               |
| 2022 | Give Me the Reason Leap                           | — | — | — | — | — | Erstveröffentlichung: 24. März 2022                                              |
| 2022 | One Life Leap                                     | — | — | — | — | — | Erstveröffentlichung: 13. Mai 2022                                               |
| 2022 | Everybody Needs Someone Leap                      | — | — | — | — | — | Erstveröffentlichung: 24. Juni 2022                                              |
| 2023 | Goodbye Never Felt So Bad –                       | — | — | — | — | — | Erstveröffentlichung: 11. August 2023                                            |
| 2023 | All My Broken Pieces Songs for My Love            | — | — | — | — | — | Erstveröffentlichung: 19. Oktober 2023                                           |
| 2024 | Up All Night Changes All The Time                 | — | — | — | — | — | Erstveröffentlichung: 19. Juli 2024 feat. Noah Kahan & The Lumineers             |
| 2024 | Easy Distraction Changes All The Time             | — | — | — | — | — | Erstveröffentlichung: 30. August 2024                                            |

### Als Gastmusiker
| Jahr | Titel Album                                                     | Anmerkungen |
| ---- | --------------------------------------------------------------- | --- |
| 2016 | Two Way Kin                                                     | Erstveröffentlichung: 31. Oktober 2016 KT Tunstall feat. James Bay                                                                 |
| 2021 | Funeral Trying: Season 2 (Apple TV+ Original Series Soundtrack) | Erstveröffentlichung: 4. Mai 2021 Maisie Peters feat. James Bay                                                                    |
| 2021 | Chasing Stars –                                                 | Erstveröffentlichung: 20. August 2021 Alesso feat. Marshmello & James Bay #15 der deutschen Single-Trend-Charts am 27. August 2021 |
| 2024 | Gale Song (Live) –                                              | Erstveröffentlichung: 12. Juni 2024 The Lumineers feat. James Bay                                                                  |

## Musikvideos
| Jahr | Titel                          | Regie                           |
| ---- | ------------------------------ | ------------------------------- |
| 2013 | Move Together                  | Hobby Holmes                    |
| 2013 | When We Were on Fire           | Alex Shahmiri                   |
| 2013 | Need the Sun to Break          | Alex Shahmiri                   |
| 2013 | Clocks Go Forward              | Alex Shahmiri                   |
| 2013 | Stealing Cars                  | Alex Shahmiri                   |
| 2014 | Hold Back the River            | Fran Broadhurst, Mathy Tremewan |
| 2015 | Let It Go                      | Daniel Kragh-Jacobsen           |
| 2015 | Scars                          | Nils d’Aulaire, Benno Nelson    |
| 2015 | If You Ever Want to Be in Love | Sophie Muller                   |
| 2016 | Best Fake Smile                | Emil Nava                       |
| 2018 | Wild Love                      | Marc Klasfeld                   |
| 2018 | Pink Lemonade                  | Philip Andelman                 |
| 2020 | Chew on My Heart               | Philip Andelman                 |
| 2022 | Give Me the Reason             |                                 |

## Autorenbeteiligungen
James Bay als Autor in den Charts

| Jahr | Titel Interpretation       | Höchstplatzierung, Gesamtwochen, AuszeichnungChartplatzierungen (Jahr, Titel, Interpretation, Platzierungen, Wochen, Auszeichnungen, Anmerkungen) | Höchstplatzierung, Gesamtwochen, AuszeichnungChartplatzierungen (Jahr, Titel, Interpretation, Platzierungen, Wochen, Auszeichnungen, Anmerkungen) | Höchstplatzierung, Gesamtwochen, AuszeichnungChartplatzierungen (Jahr, Titel, Interpretation, Platzierungen, Wochen, Auszeichnungen, Anmerkungen) | Höchstplatzierung, Gesamtwochen, AuszeichnungChartplatzierungen (Jahr, Titel, Interpretation, Platzierungen, Wochen, Auszeichnungen, Anmerkungen) | Höchstplatzierung, Gesamtwochen, AuszeichnungChartplatzierungen (Jahr, Titel, Interpretation, Platzierungen, Wochen, Auszeichnungen, Anmerkungen) | Anmerkungen                                             |
| Jahr | Titel Interpretation       | DE | AT | CH | UK | US | Anmerkungen                                             |
| ---- | -------------------------- | --- | --- | --- | --- | --- | ------------------------------------------------------- |
| 2016 | Raging Kygo feat. Kodaline | DE69 (11 Wo.)DE | AT47 (13 Wo.)AT | CH24 (17 Wo.)CH | UK42 Silber · (10 Wo.)UK | — | Erstveröffentlichung: 1. April 2016 Verkäufe: + 420.000 |

## Promoveröffentlichungen
| Jahr | Titel Album                          | Anmerkungen                                           |
| ---- | ------------------------------------ | ----------------------------------------------------- |
| 2015 | Move Together Chaos and the Calm     | Erstveröffentlichung: Februar 2015                    |
| 2019 | Bad (Live at Round Chapel, London) – | Erstveröffentlichung: 7. Juni 2019 Verkäufe: + 20.000 |

## Sonderveröffentlichungen

### Alben
| Jahr | Titel Album                                                    | Anmerkungen                                                                     |
| ---- | -------------------------------------------------------------- | ------------------------------------------------------------------------------- |
| 2013 | Daytrotter Session Daytrotter (DR)                             | Erstveröffentlichung: 2. September 2013 Teil der „Daytrotter-Session“-Reihe     |
| 2015 | Spotify Session 2015 Republic Records (UMG)                    | Erstveröffentlichung: 7. August 2015 Teil der „Spotify-Session“-Reihe           |
| 2018 | Spotify Singles Republic Records (UMG)                         | Erstveröffentlichung: 1. August 2018 Teil der „Spotify-Singles“-Reihe           |
| 2020 | Apple Music Home Session: James Bay (1) Republic Records (UMG) | Erstveröffentlichung: 14. August 2020 Teil der „Apple-Music-Home-Session“-Reihe |
| 2020 | Turn It Up Republic Records (UMG)                              | Erstveröffentlichung: 4. September 2020 Mini-Kompilation                        |
| 2020 | Endless Summer Republic Records (UMG)                          | Erstveröffentlichung: 1. Oktober 2020 Mini-Kompilation                          |
| 2020 | Heartache Hotel Republic Records (UMG)                         | Erstveröffentlichung: 8. Oktober 2020 Mini-Kompilation                          |
| 2020 | Sing Up, Sing Out Republic Records (UMG)                       | Erstveröffentlichung: 15. Oktober 2020 Mini-Kompilation                         |
| 2020 | All Up in My Feels Republic Records (UMG)                      | Erstveröffentlichung: 22. Oktober 2020 Mini-Kompilation                         |
| 2021 | Let There Be Love Republic Records (UMG)                       | Erstveröffentlichung: 12. Februar 2021 Mini-Kompilation                         |
| 2022 | Apple Music Home Session: James Bay (2) Republic Records (UMG) | Erstveröffentlichung: 1. Juli 2022 Teil der „Apple-Music-Home-Session“-Reihe    |

| Jahr | Titel Album                             | Anmerkungen                                               |
| ---- | --------------------------------------- | --------------------------------------------------------- |
| 2023 | Songs for My Love Universal Music (UMG) | Erstveröffentlichung: 17. November 2023 Label-Kompilation |

| Jahr | Titel Album                                      | Anmerkungen                                                  |
| ---- | ------------------------------------------------ | ------------------------------------------------------------ |
| 2016 | Chaos and the Calm – Live Republic Records (UMG) | Erstveröffentlichung: 25. November 2016 RSD-Veröffentlichung |

### Lieder
| Jahr | Titel Album                              | Anmerkungen                                                         |
| ---- | ---------------------------------------- | ------------------------------------------------------------------- |
| 2013 | True Love Phases                         | Erstveröffentlichung: 25. Juli 2013 Montag feat. James Bay          |
| 2016 | Two Way Kin                              | Erstveröffentlichung: 9. September 2016 KT Tunstall feat. James Bay |
| 2018 | Blue No More The Blues Is Alive and Well | Erstveröffentlichung: 15. Juni 2018 Buddy Guy feat. James Bay       |

| Jahr | Titel Album                                                        | Anmerkungen                                             |
| ---- | ------------------------------------------------------------------ | ------------------------------------------------------- |
| 2014 | Forever (Live) BBC Radio 1’s Live Lounge 2014                      | Erstveröffentlichung: 27. Oktober 2014                  |
| 2020 | Every Day Is a Winding Road (Live) Crossroads Guitar Festival 2019 | Erstveröffentlichung: 20. November 2020 mit Sheryl Crow |
| 2020 | Hold Back the River (Live) Crossroads Guitar Festival 2019         | Erstveröffentlichung: 20. November 2020                 |
| 2020 | When We Were on Fire (Live) Crossroads Guitar Festival 2019        | Erstveröffentlichung: 20. November 2020                 |

| Jahr | Titel Soundtrack                         | Anmerkungen                                                                     |
| ---- | ---------------------------------------- | ------------------------------------------------------------------------------- |
| 2016 | Hey Bulldog Beat Bugs                    | Erstveröffentlichung: 4. November 2016 Original: The Beatles                    |
| 2017 | Need the Sun to Break Den Sternen so nah | Erstveröffentlichung: 27. Januar 2017 · Verkäufe: + 900.000; UK: Gold, US: Gold |
| 2017 | Kings Highway Cars 3                     | Erstveröffentlichung: 16. Juni 2017                                             |
| 2021 | Funeral Trying: Season 2                 | Erstveröffentlichung: 21. Mai 2021 Maisie Peters feat. James Bay                |

## Statistik

### Chartauswertung
Die folgenden Aufstellungen bieten eine Übersicht der Charterfolge von James Bay in den Album- und Singlecharts. Es ist zu beachten, dass bei den Singles nur Interpretationen und keine Autorenbeteiligungen berücksichtigt wurden.
|                     | DE    | AT    | CH    | UK    | US    |
| ------------------- | ----- | ----- | ----- | ----- | ----- |
| Nummer-eins-Alben   | DE—DE | AT—AT | CH1CH | UK1UK | US—US |
| Top-10-Alben        | DE1DE | AT1AT | CH3CH | UK4UK | US—US |
| Alben in den Charts | DE3DE | AT2AT | CH5CH | UK4UK | US2US |

|                       | DE    | AT    | CH    | UK    | US    |
| --------------------- | ----- | ----- | ----- | ----- | ----- |
| Nummer-eins-Singles   | DE—DE | AT—AT | CH—CH | UK—UK | US—US |
| Top-10-Singles        | DE1DE | AT1AT | CH1CH | UK2UK | US—US |
| Singles in den Charts | DE2DE | AT2AT | CH3CH | UK8UK | US1US |

### Auszeichnungen für Musikverkäufe
| Land/RegionAuszeichnungen für Musikverkäufe (Land/Region, Auszeichnungen, Verkäufe, Quellen) | Silber     | Gold       | Platin       | Diamant  | Verkäufe   | Quellen              |
| -------------------------------------------------------------------------------------------- | ---------- | ---------- | ------------ | -------- | ---------- | -------------------- |
| Australien (ARIA)                                                                            | —          | Gold1      | 6× Platin6   | —        | 455.000    | aria.com.au          |
| Belgien (BRMA)                                                                               | —          | Gold1      | —            | —        | 15.000     | ultratop.be          |
| Brasilien (PMB)                                                                              | —          | 2× Gold2   | 7× Platin7   | —        | 400.000    | pro-musicabr.org.br  |
| Dänemark (IFPI)                                                                              | —          | 4× Gold4   | 7× Platin7   | —        | 670.000    | ifpi.dk              |
| Deutschland (BVMI)                                                                           | —          | Gold1      | 2× Platin2   | —        | 1.300.000  | musikindustrie.de    |
| Italien (FIMI)                                                                               | —          | 3× Gold3   | 4× Platin4   | —        | 285.000    | fimi.it              |
| Kanada (MC)                                                                                  | —          | 3× Gold3   | 6× Platin6   | Diamant1 | 1.400.000  | musiccanada.com      |
| Mexiko (AMPROFON)                                                                            | —          | Gold1      | Platin1      | —        | 90.000     | amprofon.com.mx      |
| Neuseeland (RMNZ)                                                                            | —          | Gold1      | 14× Platin14 | —        | 397.500    | radioscope.co.nz NZ2 |
| Niederlande (NVPI)                                                                           | —          | —          | 3× Platin3   | —        | 90.000     | nvpi.nl              |
| Norwegen (IFPI)                                                                              | —          | Gold1      | 3× Platin3   | —        | 135.000    | ifpi.no              |
| Österreich (IFPI)                                                                            | —          | 2× Gold2   | —            | —        | 22.500     | ifpi.at              |
| Polen (ZPAV)                                                                                 | —          | 2× Gold2   | —            | —        | 50.000     | olis.pl              |
| Portugal (AFP)                                                                               | —          | 4× Gold4   | 3× Platin3   | —        | 50.000     | Einzelnachweise      |
| Schweden (IFPI)                                                                              | —          | Gold1      | 5× Platin5   | —        | 220.000    | sverigetopplistan.se |
| Schweiz (IFPI)                                                                               | —          | 2× Gold2   | —            | —        | 25.000     | hitparade.ch         |
| Singapur (RIAS)                                                                              | —          | Gold1      | —            | —        | 5.000      | rias.org.sg          |
| Spanien (Promusicae)                                                                         | —          | 4× Gold4   | Platin1      | —        | 180.000    | elportaldemusica.es  |
| Vereinigte Staaten (RIAA)                                                                    | —          | 2× Gold2   | 11× Platin11 | —        | 12.000.000 | riaa.com             |
| Vereinigtes Königreich (BPI)                                                                 | 5× Silber5 | 3× Gold3   | 13× Platin13 | —        | 8.960.000  | bpi.co.uk            |
| Insgesamt                                                                                    | 5× Silber5 | 39× Gold39 | 86× Platin86 | Diamant1 |            |                      |